# Reserva Lagoa São Paulo

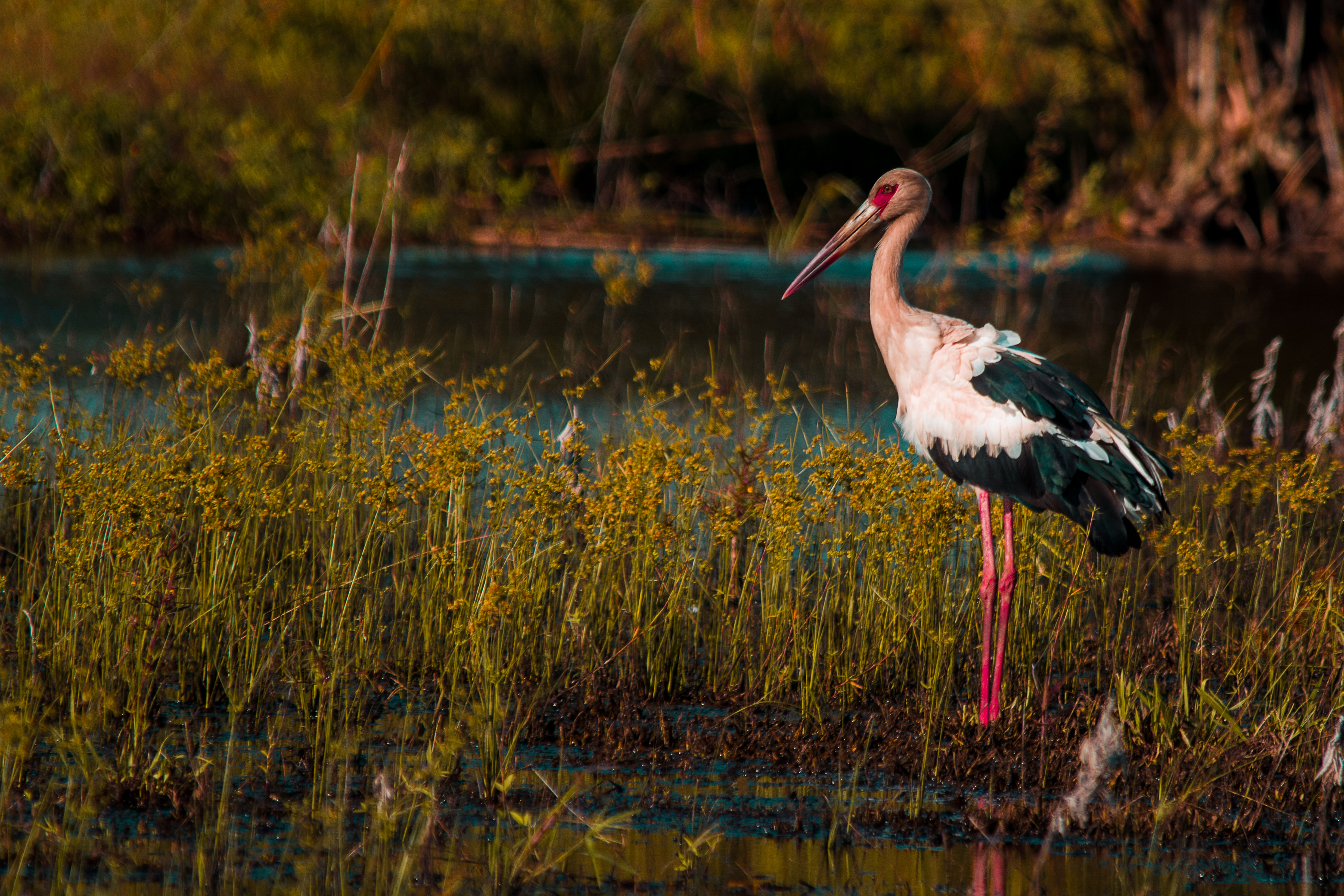
Maguari em um lago à beira da estrada que liga o Distrito de Campinal à cidade de Presidente Epinácio - SP

Reserva Lagoa São Paulo é uma reserva ecológica no estado de São Paulo, Brasil. Foi criada em 1942, mas ao longo dos anos sofreu considerável degradação por invasões ilegais e posseiros. Foi em grande parte inundada após a construção da barragem Eng Sérgio Motta no rio Paraná. A barragem sobrevive em apenas uma pequena parte do território original e hoje existem esforços para restaurar a reserva que ao longo do tempo foi sendo reduzida.

## Criação
A Reserva Lagoa São Paulo ficava na última grande área de floresta do interior do estado de São Paulo, na região conhecida como Pontal do Paranapanema.  A Reserva Florestal do Morro do Diabo, que posteriormente se tornou Parque Estadual do Morro do Diabo, foi criada pela lei 12.279 de 29 de outubro de 1941. A Reserva da Lagoa São Paulo foi criada pelo decreto 13.049 de 6 de novembro de 1942, e a Reserva do Grande Pontal foi criada pelo decreto 13.075 de 25 de novembro de 1942. Essas três reservas cobriam 297,340 ha (734,700 acres) de floresta. 
O governador do estado, Fernando Costa, criou as reservas para proteger terras públicas que estavam sendo invadidas por posseiros e sujeitas a muitas disputas de terras.  A Reserva da Lagoa São Paulo tinha uma área de 14,200 ha (35,000 acres), incluindo sete lagoas, e abrigava muitas espécies da flora e da fauna, algumas ameaçadas de extinção. 

## Degradação
O sucessor de Costa, Adhemar de Barros permitiu a destruição contínua das reservas, apoiado pelos prefeitos locais.  Reserva da Lagoa São Paulo foi a primeira a ser invadida, seguida pela Reserva do Grande Pontal, que foi reduzida por Adhemar de Barros em 1944 de 246,840 ha (610,000 acres) para 108,900 ha (269,000 acres).  Na década de 1950 cerca de 500 famílias viviam dentro da Reserva Lagoa São Paulo.  Jânio Quadros assumiu o poder em 1955 e tomou uma série de medidas para proteger as reservas da Lagoa São Paulo e Grande Pontal, que ainda tinham grande parte de sua cobertura florestal intacta. Seus sucessores não se interessaram pela conservação e, no segundo mandato, Adhemar de Barros revogou os decretos publicados por Jânio Quadros, exceto aquele que criara o Parque Estadual do Morro do Diabo. 

## Inundação
O represamento do Rio Paraná teve início na década de 1980 para construção da Usina Hidrelétrica Engenheiro Sérgio Motta.  A barragem foi construída pela Companhia Energética de São Paulo (CESP).  As inundações afetaram os municípios de Presidente Epitácio e Caiuá na margem esquerda do rio Paraná e do Rio do Peixe, o complexo lagunar da Reserva Ecológica da Lagoa São Paulo e seu entorno.  Lei 10.018 de 2 de julho de 1998 suprimiu 13,227 ha (32,680 acres) da Reserva da Lagoa São Paulo e 3,211 ha (7,930 acres) da Grande Reserva do Pontal que estavam sendo inundados pelo reservatório. A CESP foi responsável pelas indenizações decorrentes da inundação. 
As áreas protegidas criadas para compensar a barragem foram os 73,345 ha (181,240 acres) do Parque Estadual do Rio Ivinhema, os 9,043 ha (22,350 acres) Parque Estadual do Aguapeí, os 7,720 ha (19,100 acres) Rio do Peixe e os 6,262 ha (15,470 acres) Reserva Particular do Patrimônio Natural Cisalpina. 

## História posterior
Uma área de 3,500 ha (8,600 acres) da Reserva Lagoa São Paulo escapou das inundações.  Porém, assim que o reservatório se encheu, o novo ambiente foi invadido por caçadores, pescadores, pecuaristas e trabalhadores rurais sem-terra.  Em 2003, a Reserva Lagoa São Paulo tinha 936.97 ha (2,315.3 acres) no município de Presidente Epitácio.  Restam fragmentos da floresta original e do pântano, assim como vestígios arqueológicos de 2.000 anos do povo Guarani-Kaiowá, embora grande parte da área esteja bastante degradada. Foram identificadas 166 espécies de aves, algumas raras e outras ameaçadas de extinção no estado de São Paulo. Em 2007, esforços estavam sendo feitos em um projeto de parceria público / privado para restaurar o meio ambiente por meio do reflorestamento.  A reserva faria parte do proposto Corredor Trinacional de Biodiversidade, que visa fornecer conexões florestais entre unidades de conservação no Brasil, Paraguai e Argentina na ecorregião do Alto Paraná. 